# 苯并［a］芴
苯并[a]芴是一种稠环芳香烃，化学式为C17H12，它是苯并芴的同分异构体之一。它可以二苯乙炔和1-溴萘（或1-氯萘）为原料合成得到。它和正丁基锂反应后，再与三甲基氯硅烷反应，可以得到11-三甲基硅基-11H-苯并[a]芴。